# 14 Cygni
14 Cygni är en misstänkt variabel i stjärnbilden Svanen. 
Stjärnan varierar mellan  magnitud +5,28 och 5,58 utan någon påvisad periodicitet.